# Иирли
Иирли (каз. Иірлі, до 1993 г. — Батуринка) — упразднённое село в Жарминском районе Восточно-Казахстанской области Казахстана. Входило в состав Бирликского сельского округа. Ликвидировано в 2000-е годы.

## Население
По данным переписи 1999 года в селе отсутствовало постоянное население.